# Philippe Chatel
 (février 2021).
Si vous disposez d'ouvrages ou d'articles de référence ou si vous connaissez des sites web de qualité traitant du thème abordé ici, merci de compléter l'article en donnant les références utiles à sa vérifiabilité et en les liant à la section « Notes et références ».
Pour les articles homonymes, voir Chatel.
Philippe de Chateleux de Villeneuve-Bargemont de Duras, dit Philippe Chatel, né le 23 février 1948 à Paris et mort le 19 février 2021 dans la même ville, est un auteur-compositeur-interprète français.

## Biographie
Petit-fils de Roger de Chateleux (1878-1956), écrivain et journaliste belge, ami d'Henry de Monfreid et auteur dans les années 1950 d'une série de reportages sur le vaste monde, publiés sous les pseudonymes de Stany (éd. La Table ronde) et de Chalux, et pour certains diffusés sur Radio Luxembourg, fils de François de Chateleux, réalisateur de télévision sous le pseudonyme de François Chatel (1926-1982), auquel on doit notamment les tout premiers numéros de l'émission Apostrophes.
Philippe Chatel et son épouse, Catherine, ont deux enfants, Émilie et Nicolas, nés respectivement en 1975 et en 1980,.

### Carrière
Après avoir été coursier pour Henri Salvador, Philippe Chatel fait partie de la première vague de la nouvelle chanson française. Proche notamment de Georges Brassens, il compose, écrit et interprète ses propres chansons. Son premier grand succès populaire, J't'aime bien Lili, paraît en 1977. Suivent alors Ma lycéenne, Tout quitter mais tout emporter, et surtout Mister Hyde.
L'année 1979 est celle de sa consécration avec le succès mondial de la comédie musicale Émilie Jolie, qu'il dédie à sa fille alors âgée de 4 ans. Pour ce conte initiatique, il réunit autour de lui tous les artistes qu'il admire.
En 1980, le réalisateur de télévision Jean-Christophe Averty met en images le conte musical de Philippe Chatel pour la chaîne Antenne 2.
En 1997, une deuxième version du conte est réalisée, réunissant à nouveau de grandes vedettes de la chanson française.
En 2011, Philippe Chatel réalise avec Francis Nielsen l'adaptation animée tirée de ce spectacle.
En 2018, une troisième version est montée, cette fois avec des interprètes moins célèbres que ceux des deux premières versions.
Parallèlement à ses activités musicales, Philippe Chatel publie en 1975 la biographie Brassens, en 1988 le roman Il reviendra — pour lequel il est l'invité de Bernard Pivot dans son émission Apostrophes — et en 2004 Le Roman d'Émilie Jolie.
En 2006, victime d'un très grave accident de quad près d'Aix-en-Provence, il séjourne en soins intensifs et reste trois mois dans le coma. Remis de ses blessures, et après une longue période en fauteuil roulant puis en rééducation, il lui reste quelques séquelles dont une légère paralysie à la mâchoire,. L'année suivante, il retourne vivre à Paris.
En 2016, il sort l'album Renaissance, dans lequel, simplement accompagné à la guitare ou au piano, il exprime l'espoir et l'amitié. Ce disque est salué par la critique musicale.
Contrairement à une erreur qui s'est propagée, Philippe Chatel ne s’est jamais présenté à l’Académie française. Il s’agit d’une confusion avec un écrivain homonyme.

### Mort
La fille de Philippe Chatel annonce la mort de l’artiste à l'âge de 72 ans, des suites d'une crise cardiaque, dans son appartement du 15e arrondissement de Paris, au cours de la nuit du 18 au 19 février 2021. Il est incinéré le 10 mars au crématorium du Père-Lachaise dans la même ville. Ses cendres sont ensuite remises à la famille.

## Discographie

### Contes musicaux
- 1979 : Émilie Jolie
- 1983 : Les Aventures de Tom-Tom-Tommy
- 1997 : Émilie Jolie (nouvelle version)

### Albums en public
- 1980 : Enregistrement public
- 1981 : Olympia 81

### Compilations
- 1978 : Best of
- 1980 : Mes premières chansons
- 1997 : Ses plus belles chansons (inclus un inédit)
- 2004 : Passé composé (inclus un inédit)
- 2022 : L'essentiel des albums originaux (inclus un live)

### 45 tours
- 1970 : Doux mois d'août : version chantée / version orchestrale (arrangements de William Sheller)
- 1971 : Maria / Un jour on ne sait pas
- 1971 : Laisse ta main dans ma main / Le Square et Le Temps perdu
- 1972 : Le Pain, le vin, l'étoile / L'Orphelin et l'Oiseau
- 1973 : Je serai là / Chapeau noir et cheveux blancs
- 1974 : Quand on s'en va un jour (au revoir ou adieu) / Le Paradis
- 1974 : Minuit passé au fond d'un pub anglais : version chantée / version orchestrale (disque publicitaire)
- 1976 : La Lampe / Après la vie
- 1977 : J't'aime bien Lili / Pensées d’une carte postale
- 1977 : J'suis resté seul dans mon lundi / Le Cœur en pyjama
- 1979 : Ma lycéenne / Papa, donne-moi du courage
- 1979 : Mister Hyde / Erik Satie
- 1980 : Chanson d'Émilie Jolie et du Grand Oiseau : version chantée / version karaoké (Chante avec le Grand Oiseau)
- 1980 : Maman, papa / Le Loup, la Biche et le Chevalier
- 1981 : La Fée Clochette (Nous on fait rien du tout) / Robert Redford et Jane Fonda
- 1981 : Tout quitter, mais tout emporter / Le Faiseur d’anges
- 1982 : Yin Yang / Nésie
- 1982 : Tom Tom Tommy / Caraïbes (Le Corsaire rouge)
- 1982 : Pauvre Chatel / Les Jours et les Nuits (disque promotionnel hors commerce)
- 1982 : Le Sentiment de culpabilité / J'ai confiance en toi
- 1984 : All That Jazz / À Londres en Angleterre
- 1984 : Quand j'étais petit / Anonyme
- 1986 : Rendez-moi ma mobylette / Isis et Osiris
- 1987 : Tout le monde cherche un père / Y'a un bébé sous ton tee-shirt
- 1988 : Chanson d'Émilie Jolie et du Grand Oiseau : en duo avec Sophie Duez / en version instrumentale
- 1990 : Rock 'n' roll bémol / Mathilde
- 1991 : Elle vient chanter ma chanson / Retour à la case d’espoir

## Publications
- 1975 : Brassens, biographie, éditions Le Cherche midi
- 1988 : Il reviendra, roman, éditions Michel Lafon
- 2004 : Le Roman d'Émilie Jolie, éditions Albin Michel

## Décorations
- Officier de l'ordre des Arts et des Lettres. Il est promu au grade d'officier par l’arrêté du 31 août 2018[11].